# 21546 Конерман
21546 Конерман (21546 Konermann) — астероїд головного поясу, відкритий 17 серпня 1998 року.
Тіссеранів параметр щодо Юпітера — 3,341.